# Kobeřice u Brna
Kobeřice u Brna je obec v Jihomoravském kraji v okrese Vyškov. Nachází se v oblasti přírodního parku Ždánický les, na jeho severozápadním okraji, 8 km jižně od města Slavkov u Brna. Žije zde 715 obyvatel.

## Historie
Katastr obce byl osídlen už od mladší doby kamenné. Dokládají to četná naleziště a vykopávky i pozůstatky zaniklých osad a pohřebišť, které zde byly nalezeny. První písemná zmínka o obci pochází z roku 1283, kdy zde již byla fara náležející ke kostelu sv. Jiljí. Obec v té době patřila pánům z Věžník, kteří si na místě zvaném Na Valech vystavěli dvě tvrze, které se však do dnešní doby nedochovaly.
V době třicetileté války hrozil obci zánik, který se novým osídlením podařilo odvrátit tak, že Kobeřice bývaly jednou z největších vesnic na Vyškovsku. Na úbočí tzv. Vlčí hory zde stávaly ještě v roce 1910 tři větrné mlýny. V obci bývala cihelna, těžil se zde písek a pískovcový kámen. V době druhé světové války zde operoval partyzánský oddíl Olga, jehož členy se stali mnozí občané Kobeřic. Řada těchto lidí se poté angažovala v protikomunistické odbojové organizaci Světlana.
V roce 1970 se v obci konal tajný pastorální synod skryté církve pod vedením jejího tajného biskupa Felixe Maria Davídka.

## Současnost
V roce 2016 prošla výraznou rekonstrukcí budova základní a mateřské školy. Důvodem investice za více než 20 milionů korun byl zvyšující se počet žáků a prostory nevyhovující normám. Počet míst v mateřské škole se zvýšil na dvojnásobek - čtyřicet dětí, v základní škole vznikne speciální multimediální učebna s počítači.

## Obyvatelstvo

### Struktura
V obci k počátku roku 2016 žilo celkem 703 obyvatel. Z nich bylo 342 mužů a 361 žen. Průměrný věk obyvatel obce dosahoval 39,5 let. Dle Sčítání lidu, domů a bytů, provedeného v roce 2011, žilo v obci 668 lidí. Nejvíce z nich bylo (16,8 %) obyvatel ve věku od 30 do 39 let. Děti do 14 let věku tvořily 16 % obyvatel a senioři nad 70 let úhrnem 4,3 %. Z celkem 561 občanů obce starších 15 let mělo vzdělání 34 % střední vč. vyučení (bez maturity). Počet vysokoškoláků dosahoval 9,6 % a bez vzdělání bylo naopak 0,4 % obyvatel. Z cenzu dále vyplývá, že ve městě žilo 339 ekonomicky aktivních občanů. Celkem 90 % z nich se řadilo mezi zaměstnané, z nichž 69 % patřilo mezi zaměstnance, 2,1 % k zaměstnavatelům a zbytek pracoval na vlastní účet. Oproti tomu celých 43,9 % občanů nebylo ekonomicky aktivní (to jsou například nepracující důchodci či žáci, studenti nebo učni) a zbytek svou ekonomickou aktivitu uvést nechtěl. Úhrnem 261 obyvatel obce (což je 39,1 %), se hlásilo k české národnosti. Dále 223 obyvatel bylo Moravanů a 7 Slováků. Celých 302 obyvatel obce však svou národnost neuvedlo.
Vývoj počtu obyvatel za celou obec i za jeho jednotlivé části uvádí tabulka níže, ve které se zobrazuje i příslušnost jednotlivých částí k obci či následné odtržení.
| Místní části   | Místní části         | 1869 | 1880 | 1890 | 1900 | 1910 | 1921 | 1930 | 1950 | 1961 | 1970 | 1980 | 1991 | 2001 | 2011 |
| -------------- | -------------------- | ---- | ---- | ---- | ---- | ---- | ---- | ---- | ---- | ---- | ---- | ---- | ---- | ---- | ---- |
| Počet obyvatel | část Kobeřice u Brna | 795  | 938  | 960  | 989  | 1015 | 979  | 991  | 872  | 816  | 756  | 620  | 512  | 522  | 668  |
| Počet domů     | část Kobeřice u Brna | 166  | 174  | 184  | 194  | 218  | 217  | 237  | 254  | 245  | 239  | 215  | 261  | 263  | 281  |

## Pamětihodnosti
- Farní kostel svatého Jiljí – původně románský kostel připomínaný již v roce 1283. V interiéru kostela se nachází freska Panny Marie Ochranitelky, pravděpodobně z přelomu 13. a 14. století a náhrobní pískovcový kámen pánů z Věžník z roku 1577.
- Bývalá tvrz Zámčisko v lesní trati Haklík se rozkládá v oblasti zaniklé osady Mezilesice

## Osobnosti
- Dr. Hubert Ripka (1895–1958), blízký spolupracovník prezidenta Edvarda Beneše a první poválečný ministr zahraničního obchodu.

## Galerie

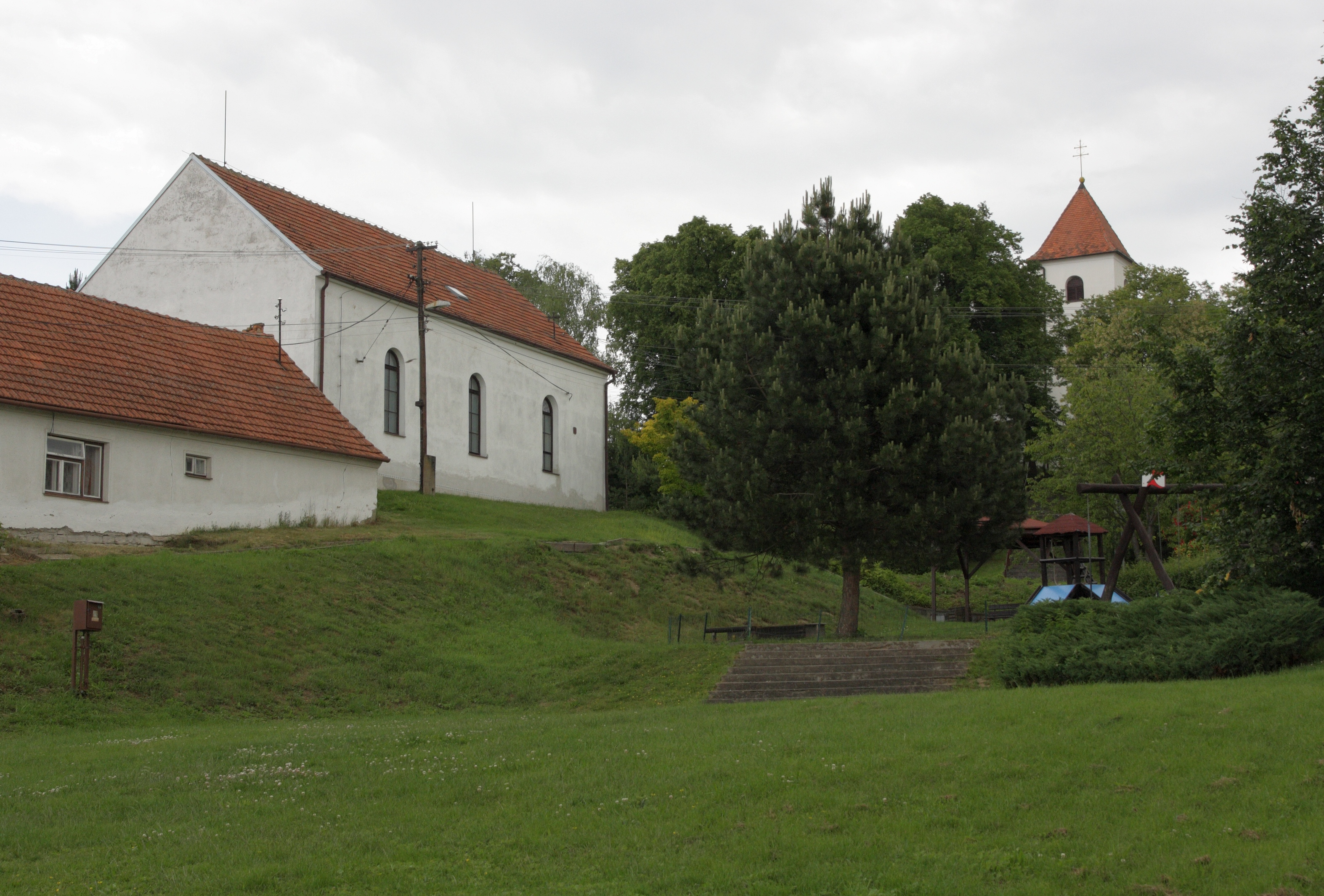
náves
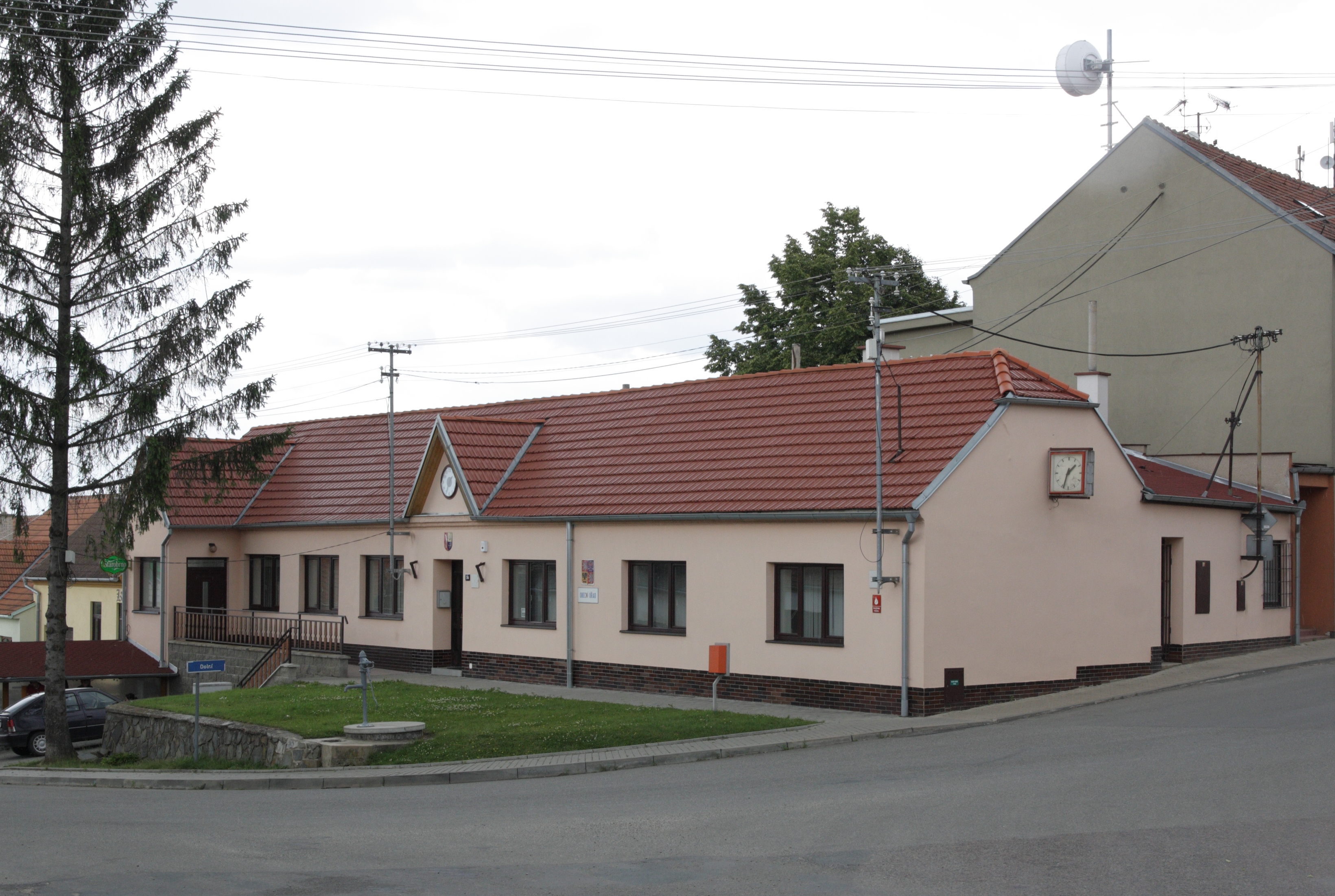
obecní úřad
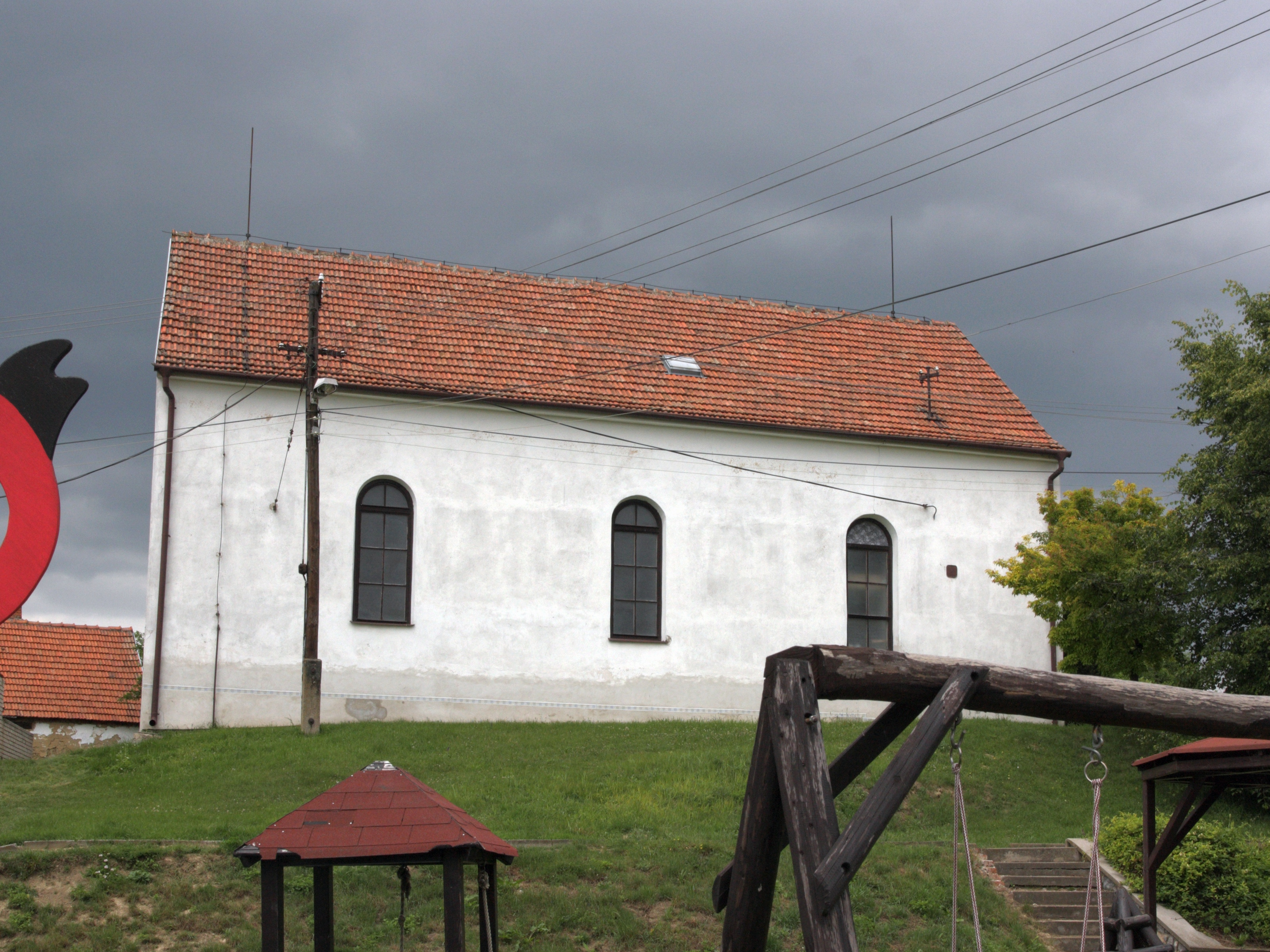
modlitebna Církve československé huistské